# تی‌وی ۶ (استونی)
تی‌وی ۶ (استونیایی: TV6) شبکه‌ای تلویزیونی در کشور استونی است که در زمینه فیلم، موسیقی و ورزش فعالیت می‌کند. این شبکه که در تاریخ ۲۴ مارس ۲۰۰۸ میلادی تأسیس شده‌است از ژوئیه ۲۰۱۰ برنامه‌های خود را به صورت دیجیتال پخش می‌کند.